# 柏溪街道
柏溪镇，是中华人民共和国四川省宜宾市叙州区下辖的一个乡镇级行政单位。2019年8月，撤销喜捷镇和柏溪镇，设立柏溪街道办事处，以原喜捷镇和原柏溪镇所属行政区域为柏溪街道的行政区域。

## 行政区划
柏溪镇下辖以下地区：
新街社区、华盛社区、天池社区、振兴社区、联合社区、革坪村、高梨村、集体村、仁和村、公兴社区村、火花村、羊湾社区村、长沙村、三角村、南京村、土地村、中和村、忠英村、八一村、解放村、少娥村和长江村、喜捷社区、玉龙社区、翠河村、红楼梦社区村、落帽村、云丰村、宰龙村、乐川村、全心村、兰湾村、自然村、苗儿村、新河村、新江村、新龙村、新民村、新联社区村、宜屏村、干坝村、武安村、陈家村、五桂村、玉泉村和凤雷村。